# Crow Wing County
Crow Wing County is een county in de Amerikaanse staat Minnesota.
De county heeft een landoppervlakte van 2.581 km² en telt 55.099 inwoners (volkstelling 2000). De hoofdplaats is Brainerd.

## Bevolkingsontwikkeling

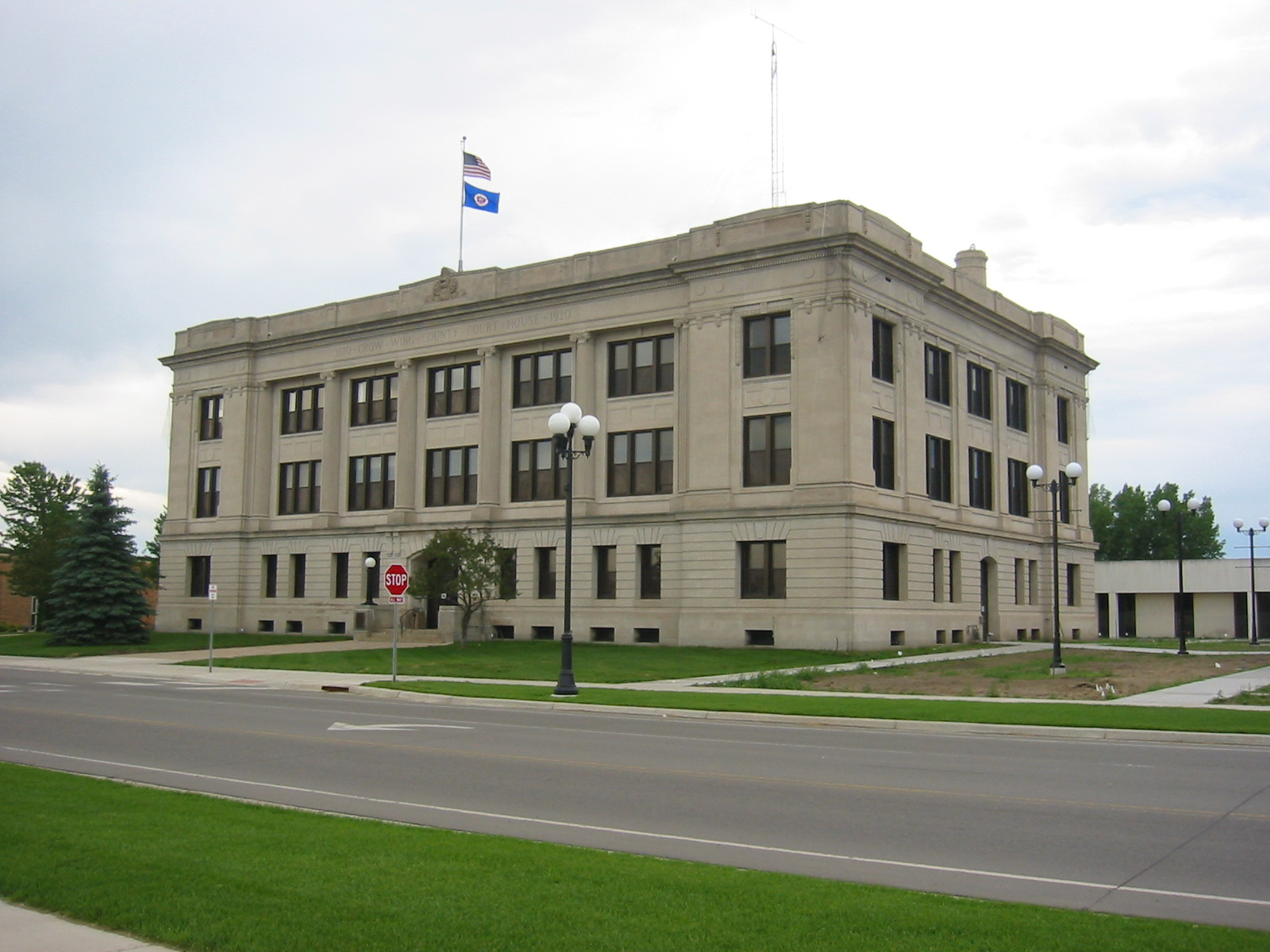
Crow Wing County Courthouse